# رزگ (تربت حیدریه)
رزگ (تربت حیدریه)، روستایی از توابع بخش بایگ شهرستان تربت حیدریه در استان خراسان رضوی ایران است.

## جمعیت
این روستا در دهستان بایک قرار دارد و براساس سرشماری مرکز آمار ایران در سال ۱۳۸۵، جمعیت آن ۴۶۳ نفر (۱۱۷خانوار) بوده‌است.